# Обюссон (округ)
Обюссон (фр. Aubusson) — округ (фр. Arrondissement) во Франции, один из округов департамента Крёз (регион Новая Аквитания). Супрефектура — Обюссон.
Население округа на 2006 год составляло 38 953 человек. Плотность населения составляет 15 чел./км². Площадь округа составляет 2539 км².